# Сервинье
Сервинье́ (фр. Servigney) — коммуна во Франции, находится в регионе Франш-Конте. Департамент — Верхняя Сона. Входит в состав кантона Со. Округ коммуны — Люр.
Код INSEE коммуны — 70490.

## География
Коммуна расположена приблизительно в 320 км к юго-востоку от Парижа, в 60 км севернее Безансона, в 16 км к северо-востоку от Везуля.

## Население
Население коммуны на 2010 год составляло 104 человека.
| 1962 | 1968 | 1975 | 1982 | 1990 | 1999 | 2010 |
| ---- | ---- | ---- | ---- | ---- | ---- | ---- |
| 108  | 85   | 75   | 79   | 101  | 102  | 104  |

## Экономика

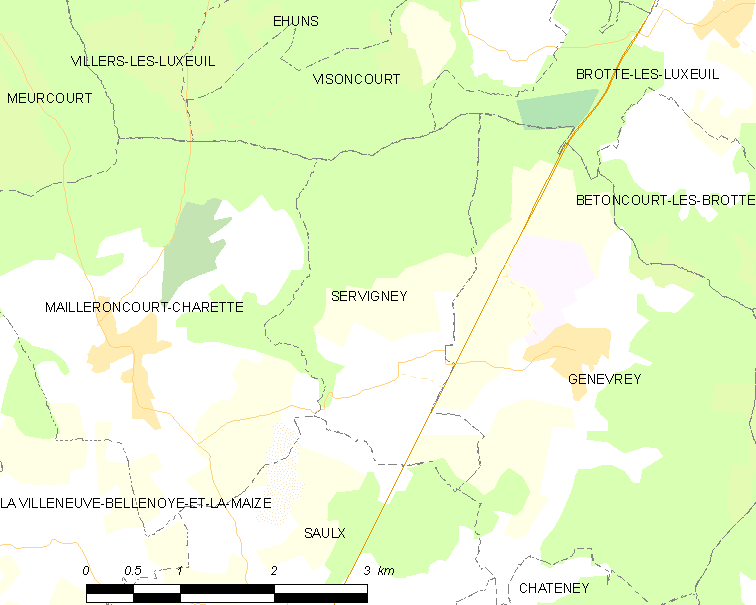
Карта коммуны

В 2010 году среди 73 человек трудоспособного возраста (15—64 лет) 57 были экономически активными, 16 — неактивными (показатель активности — 78,1 %, в 1999 году было 63,9 %). Из 57 активных жителей работали 53 человека (29 мужчин и 24 женщины), безработных было 4 (1 мужчина и 3 женщины). Среди 16 неактивных 2 человека были учениками или студентами, 6 — пенсионерами, 8 были неактивными по другим причинам.